# Skeptics Society
The Skeptics Society est une organisation à but non lucratif, soutenue par ses membres, elle est consacrée à la promotion du scepticisme scientifique et à la résistance à la propagation de la pseudoscience, de la superstition et des croyances irrationnelles. The Skeptics Society a été fondée par Michael Shermer en tant que groupe sceptique de Los Angeles pour remplacer les sceptiques de Southern California (la Californie du Sud). Après le succès de son magazine, Skeptic, introduit au début de 1992, elle est devenue une organisation nationale et internationale. La mission déclarée de Skeptics Society et Skeptic magazine est l'« étude de la science et des controverses pseudoscientifiques. »

## Histoire
The Skeptics Society a été créée en 1992 et compte 50 000 membres dans le monde entier. Shermer déclare comme contexte pour la fondation de Skeptic Society "Le mouvement sceptique moderne est un phénomène assez récent qui remonte au classique de 1954 de Martin Gardner, Fads and Fallacies au nom de Science. Les essais et les nombreux essais de Gardner au cours des quatre dernières décennies Des innombrables défis psychiques et des apparences médiatiques de James Randi dans les années 1970 et 1980 (dont 36 spectacles sur The Tonight Show), ont poussé le mouvement sceptique à l'avant-garde de la conscience publique. Le philosophe Paul Kurtz a contribué à créer des dizaines de groupes de sceptiques aux États-Unis et à l'étranger.
En expliquant le nom de l'organisation, la Société déclare : « Certaines personnes croient que le scepticisme est le rejet de nouvelles idées, ou pire, ils confondent "sceptiques" avec "cyniques" et pensent que les sceptiques sont un tas de grincheux qui ne veulent accepter aucune réclamation. Le scepticisme est une approche provisoire des revendications. C'est l'application de la raison à toutes les idées, pas de vaches sacrées autorisées. En d'autres termes, le scepticisme est une méthode, pas une position. Idéalement, les sceptiques n'entrent pas dans une enquête sur la possibilité qu'un phénomène soit réel ou qu'une revendication puisse être vraie. Lorsque nous disons que nous sommes «sceptiques», nous voulons dire que nous devons voir des preuves convaincantes avant que nous croyions. »

## Activités

### Skeptic magazine
The Skeptics Society est impliquée dans un certain nombre d'activités. L'une de ses activités principales est la publication du magazine Skeptic. Skeptic est un magazine trimestriel disponible par abonnement ou sur les principaux kiosques à journaux aux États-Unis et au Canada. Le magazine examine de nombreuses sciences marginales et des revendications paranormales. Ses histoires de couverture vont de l'examen des allégations ovnis dans les icônes religieuses et les théories de la probabilité de l'intelligence artificielle, aux hommages à des sommités comme Isaac Asimov et Ernst Mayr. Certaines éditions comportent des sections spéciales consacrées à un sujet ou un thème particulier qui est examiné par plusieurs articles par différents auteurs, tels que l'intelligent design et la médecine alternative. The Skeptics Society publie également eSkeptic, une lettre d'information hebdomadaire sur les sujets sceptiques. The Skeptics Society héberge un site Web contenant des informations sur des sujets liés au scepticisme et fournit des informations aux médias sur ces sujets.

### Junior Skeptic
Dans la plupart des cas, la section des jeunes lecteurs de 10 pages s'appelle Junior Skeptic. Junior Skeptic se concentre sur un seul sujet, ou fournit des instructions pratiques écrites et illustrées dans un style plus attrayant pour les enfants. Daniel Loxton est le rédacteur en chef de Junior Skeptic. Il écrit et illustre la plupart des problèmes. La première édition de Junior Skeptic est apparue dans le volume 6, n ° 2 de Scepticisme (2000).

### Podcasts
The Skeptics Society distribue deux podcasts gratuits.
- La scepticité a été adoptée comme podcast officiel du groupe. C'est un programme de diffusion audio haut de gamme consacré à la promotion de la pensée critique et de la science. Chaque épisode est un magazine audio présentant des segments réguliers par des collaborateurs spécialisés dans des domaines spécifiques de la pensée critique suivis d'un contenu en vedette qui est, habituellement, sous la forme d'une entrevue avec un chercheur, un auteur ou un individu qui aide à promouvoir la pensée sceptique et / Ou la science.
- MonsterTalk est l'émission scientifique sur les monstres. C'est un podcast audio gratuit qui examine de façon critique la science derrière les créatures cryptozoologiques (et légendaires), telles que Bigfoot, le monstre du Loch Ness ou les loups-garous. Organisé par Blake Smith et la Dre Karen Stollznow, MonsterTalk interviewe les scientifiques et les enquêteurs. Il a reçu le prix "The Best Fact Behind Fiction" en 2012 des Parsec Awards.

### Conférences
The Skeptics Society sponsorise une série de conférences à l'Institut de technologie de Californie. La série de cours Caltech offre des conférenciers sur un large éventail de sujets liés à la science, à la psychologie, aux questions sociales, à la religion / athéisme, au scepticisme, etc. Parmi les intervenants précédents, citons Julia Sweeney, Richard Dawkins, Philip Zimbardo, Dinesh De Souza, Steven Pinker, Carol Tavris et Sam Harris. Les conférences se déroulent le dimanche après-midi et sont ouvertes au public pour une somme nominale. The Skeptics Society vend également des enregistrements des conférences.